# Душан Вујновић
Душан Вујновић (Маркушица, 18. јун 1926 — Београд, 19. мај 1994) био је југословенски и српски позоришни, телевизијски и филмски глумац. Најпознатији је по улогама у филмовима Дивља патка, Тамо и натраг и филму Крај недеље.

## Филмографија
| Год.   | Назив                                  | Улога                |
| ------ | -------------------------------------- | -------------------- |
| 1970-е |                                        |                      |
| 1970.  | Србија на Истоку (ТВ филм)             |                      |
| 1973.  | Филип на коњу (ТВ серија)              |                      |
| 1973.  | Бела кошуља (ТВ филм)                  | радник циглане       |
| 1973.  | Позориште у кући (серија)              | носач/конобар/поштар |
| 1974.  | СБ затвара круг (филм)                 | цариник на аеродрому |
| 1974.  | Отписани (серија)                      | агент Лимар (Ђока)   |
| 1975.  | Ђавоље мердевине (ТВ серија)           | милиционер           |
| 1975.  | Крај недеље (ТВ филм)                  | милицајац            |
| 1976.  | Повратак отписаних                     | агент Лимар (Ђока)   |
| 1977.  | Бабино унуче (серија)                  | непознати човек      |
| 1978   | Тамо и натраг                          |                      |
| 1978.  | Стићи пре свитања                      | наредник             |
| 1978.  | Повратак отписаних (ТВ серија)         | Лимар                |
| 1978.  | Бошко Буха (серија)                    |                      |
| 1978.  | Бошко Буха                             |                      |
| 1979.  | Прва српска железница (ТВ филм)        |                      |
| 1980-е |                                        |                      |
| 1980.  | Врућ ветар (серија)                    | милиционер           |
| 1980.  | Приповедања Радоја Домановића (серија) | сељак                |
| 1980.  | Слом (серија)                          | жандарм              |
| 1980.  | Снови, живот, смрт Филипа Филиповића   |                      |
| 1981.  | Туга (кратак филм)                     |                      |
| 1981.  | Краљевски воз                          | картарош             |
| 1982.  | Приче преко пуне линије (серија)       |                      |
| 1984.  | Опасни траг                            | портир               |
| 1984.  | Проклета авлија (ТВ филм)              |                      |
| 1984.  | Дивља патка (ТВ филм)                  |                      |
| 1985.  | Томбола (ТВ филм)                      | радник томболе       |
| 1987.  | Вук Караџић (серија)                   |                      |
| 1990-е |                                        |                      |
| 1991.  | Кабуто                                 | Ибрахим              |